# Goran Martinac
Goran "Gogo" Martinac (Metković, 12. travnja 1976.), hrvatski je glazbeni producent, tonski snimatelj, aranžer i skladatelj. Voditelj je i glavni tonski snimatelj studija Croatia Recordsa. Dobitnik 17 glazbenih nagrada Porina.

## Životopis

### Metković
Rođen je u Metkoviću, gdje je završio osnovnu i srednju školu. Već 1988. s prijateljima iz Metkovića osniva glazbeni sastav Spaček. Prvih godina Spaček je sastav koji svira na disco priredbama i rock gitarijadama u Metkoviću i okolici. Prvi uspjeh ostvaruju pobjedom na lokalnom festivalu pjevača amatera "Glas Neretve". Goran krajem 1992. producira i aranžira njihov prvi album Rat, vrijeme, ljubav.... U ljeto 1993. godine svojim prvim spotom za singl "Prva Dama", Spaček zauzima prvo mjesto u tadašnjoj najrelevantnijoj nacionalnoj glazbenoj top ljestvici u emisiji Hrvatske televizije Hit depo.
Odmah potom ponovno je producent, aranžer, a ovaj put i skladatelj nekoliko pjesama drugog albuma pod nazivom Zadrži dah, odbaci strah. Na ovom albumu se nalazi i hit-pjesma "Neretvanska", koja postaje svojevrsna neslužbena himna grada Metkovića.
Sredinom 1994. godine članovi Spačeka privremeno prestaju s radom zbog neodgodivih obveza prema vojsci i fakultetima. 

### Zagreb
U Zagreb se preseljava 1994. godine, gdje odmah po dolasku nalazi stalni angažman u eminentnom zagrebačkom glazbenom studiju Rockoko, gdje radi do 1997. kad se zapošljava najvećoj hrvatskoj diskografskoj kući Croatia Records kao voditelj tonskih studija. 2005. godine je jedan je od osnivača i prvi direktor CMC televizije. Predavač je na zagrebačkoj Školi glazbene produkcije i multimedije MPA.
Kao mastering engineer radi na svim izdanjima Crotia Recordsa, na remasteriranim kultnim reizdanjima iz Jugotonove arhive, te na digitalizaciji cjelokupne videoarhive CMC televizije, a kao snimatelj, mikser i producent surađuje s gotovo svim eminentnim imenima bivše države među kojima su Arsen Dedić, Gabi Novak, Zdravko Čolić, Kemal Monteno, Severina, Željko Joksimović, Dino Merlin, Vanna, Nina Badrić, Oliver Dragojević, Toše Proeski, Željko Samardžić, Gibonni, Petar Grašo, Miroslav Škoro, Thompson, Jura Stublić, Vinko Coce, Parni valjak, Mladen Grdović, Jacques Houdek, Srebrna krila, Crvena jabuka, Gatuzo, Boris Novković, Prljavo kazalište, Adastra, Boško Petrović, Goran Bare i Majke, Magazin, Jelena Rozga, Danijela Martinović, Madre Badessa, Elvis Stanić, Hari Mata Hari, The Bastardz, Ibrica Jusić, Josipa Lisac, Rade Šerbedžija, Miroslav Tadić, Vlatko Stefanovski, Novi fosili, Teška industrija, Zlatni dukati, Gazde, te mnogi drugi. 
Također radi kao 5.1 sound i mastering engineer na brojnim domaćim DVD izdanjima kao što su: "Zdravko Čolić Beogradska Arena", "Dino Merlin Koševo 2008.", "Kemal Monteno u Lisinskom", "Arsen & Gino u Lisinskom", "Vanna s prijateljim u Lisinskom", "Jacques Houdek Live In Gavella", "Rade Šerbedžija i Miroslav Tadić Live In Lisinski", "Josipa Lisac Koncert s ljubavlju u čast Karla Metikoša HNK", "Thompson Ora Et Labora – Poljud live" i drugi te na američkom DVD izdanju PBS-a, "Unity – The Latin Tribute to Michael Jackson", na kojem nastupaju zvijezde Sheila E, Tony Succar, Jon Secada, Angel Lopez, Michael Stuart, Obie Bermúdez, Jennifer Peña, Kevin Ceballo, Judith Hill i Jean Rodriguez.
2005. godine je jedan je od osnivača i prvih direktora CMC televizije. 
Predavač je na zagrebačkoj Školi glazbene produkcije i multimedije MPA.

## Nagrade
- Dobitnik je Nagrade Grada Metkovića “Narona” 2023. godine za iznimna dostignuća u području kulture, jer je svojim radom pridonjeo promicanju i ugledu Metkovića.
- Više puta nominiran i nagrađivan različitim glazbenim nagradama za snimanje i produkciju, kao i nagradama na raznim festivalima.

### Porin
Od dosadašnjih 47 nominacija osvojio je 18 najprestižnijih hrvatskih glazbenih nagrada Porin. (       nominacija /        dobitnik):

#### Albumi
10 Porina od 24 nominacije
| Godina | Kategorija                         | Album                                                      | Izvođač                                 | Glazbeni producent                                                                                                | Nakladnik                       |
| ------ | ---------------------------------- | ---------------------------------------------------------- | --------------------------------------- | --- | ------------------------------- |
| 2014.  | Najbolji album alternativne glazbe | Gdje idemo                                                 | Gatuzo                                  | Goran Martinac | Croatia Records                 |
| 2016.  | Najbolji album alternativne glazbe | Megalomania                                                | Gatuzo                                  | Goran Martinac | Croatia Records                 |
| 2016.  | Najbolji album zabavne glazbe      | Vrijeme je, draga, vrijeme je                              | Rade Šerbedžija i Zapadni kolodvor band | Goran Martinac, Rade Šerbedžija                                                                                   | Croatia Records                 |
| 2017.  | Najbolji album zabavne glazbe      | Lisinski 2015.                                             | Rade Šerbedžija i Zapadni kolodvor band | Goran Martinac | Croatia Records                 |
| 2018.  | Najbolji album duhovne glazbe      | Božićno jutro                                              | Mia Dimšić                              | Goran Martinac, Domagoj Pavin, Damir Bačić                                                                        | Croatia Records                 |
| 2019.  | Najbolji album pop glazbe          | From Croatia Records Studio ...tu u mojoj duši stanuješ... | Josipa Lisac                            | Goran Martinac | Croatia Records                 |
| 2019.  | Najbolji koncertni album           | 30 godina – Greatest hits – Live                           | Hladno pivo                             | Goran Martinac | Croatia Records                 |
| 2020.  | Najbolji koncertni album           | Live in Arena                                              | Almira Medunjanin                       | Ante Gelo, Goran Martinac                                                                                         | Croatia Records / Cepelin media |
| 2020.  | Najbolji koncertni album           | Live in Lisinski                                           | Urban&4 i Zagrebačka filharmonija       | Ante Gelo, Goran Martinac                                                                                         | Croatia Records / Cepelin media |
| 2021.  | Album godine                       | 30 godina od koncerta na Trgu, Arena Zagreb                | Prljavo kazalište                       | Goran Martinac, Tihomir Fileš                                                                                     | Croatia Records / Heroj ulice   |
| 2021.  | Najbolji album zabavne glazbe      | Ne okreći se, sine                                         | Rade Šerbedžija                         | Mario Igrec, Mauro Širol, Ante Gelo, Goran Martinac, Davor Smotalić, Diran Tavitjan, Elvis Stanić, Miroslav Tadić | Croatia Records                 |
| 2021.  | Najbolji album pop glazbe          | Poljubi me sad                                             | Damir Kedžo                             | Bojan Šalamon Shalla, Goran Martinac                                                                              | Croatia Records                 |
| 2021.  | Najbolji koncertni album           | 30 godina od koncerta na Trgu, Arena Zagreb                | Prljavo kazalište                       | Goran Martinac, Tihomir Fileš                                                                                     | Croatia Records / Heroj ulice   |
| 2021.  | Najbolji koncertni album           | Zagreb je najljepši grad (Live at Lisinski)                | Drago Diklić                            | Goran Martinac, Drago Diklić                                                                                      | Croatia Records                 |
| 2021.  | Najbolji koncertni album           | Live at Hrvatski glazbeni zavod                            | J. R. August                            | Goran Martinac, Nikola Vranić                                                                                     | Croatia Records                 |
| 2022.  | Album godine                       | Lipanj, srpanj, kolovoz                                    | Urban&4                                 | Damir Urban, Goran Martinac, Matej Zec, Nikša Bratoš, Sandi Bratonja                                              | Croatia Records                 |
| 2022.  | Najbolji album rock glazbe         | Lipanj, srpanj, kolovoz                                    | Urban&4                                 | Damir Urban, Goran Martinac, Matej Zec, Nikša Bratoš, Sandi Bratonja                                              | Croatia Records                 |
| 2022.  | Najbolji album jazz glazbe         | Tribute to B.P.                                            | Šimun Matišić Quintet                   | Goran Martinac, Šimun Matišić                                                                                     | Croatia Records                 |
| 2023.  | Album godine                       | Dovoljno je reći... Aki                                    | Parni valjak i prijatelji               | Marijan Brkić, Goran Martinac                                                                                     | Croatia Records                 |
| 2023.  | Najbolji album jazz glazbe         | New Horizons                                               | Zvonimir Radišić trio                   | Goran Martinac, Zvonimir Radišić                                                                                  | Croatia Records                 |
| 2023.  | Najbolji World Music album         | Pjesme o ljubavi i tijelu                                  | Zrinka Posavec                          | Goran Martinac | Croatia Records                 |
| 2023.  | Najbolji koncertni album           | Dovoljno je reći... Aki                                    | Parni valjak i prijatelji               | Marijan Brkić, Goran Martinac                                                                                     | Croatia Records                 |
| 2023.  | Najbolji koncertni album           | Live @ Arena                                               | Vanna                                   | Goran Martinac, Goran Kovačić                                                                                     | Croatia Records                 |
| 2024.  | Najbolji album jazz glazbe         | Family & Friends                                           | Matija Dedić                            | Goran Martinac, Matija Dedić                                                                                      | Croatia Records / Cantus        |

#### Tonske snimke
6 Porina od 16 nominacija
| Godina | Kategorija             | Snimateljski tim | Snimka        | Album                                                      | Izvođač                           | Nakladnik                       |
| ------ | ---------------------- | --- | ------------- | ---------------------------------------------------------- | --------------------------------- | ------------------------------- |
| 2007.  | Najbolja snimka        | Janez Križaj, Muc Softić, Nikša Bratoš, Goran Martinac, Siniša Radić, Boris Fischer, Ivica Čović, Marijan Brkić, Pete Miser, Berko Muratović | -             | Unca fibre                                                 | Gibonni                           | Dallas Records                  |
| 2010.  | Najbolja snimka        | Elvis Stanić, Goran Martinac, Ivan Popeskić                                                                                                  | -             | Živim po svome                                             | Josipa Lisac                      | Croatia Records                 |
| 2012.  | Najbolja snimka        | Goran Martinac | -             | Teške boje (unppluged)                                     | Goran Bare i Majke                | Croatia Records                 |
| 2017.  | Najbolja snimka        | Goran Martinac | Kuća za ptice | Zimzeleno, a novo                                          | Queen of Sabe                     | Croatia Records                 |
| 2018.  | Najbolja snimka        | Goran Martinac | -             | Live in Pula                                               | Parni valjak                      | Croatia Records                 |
| 2019.  | Najbolja snimka        | Goran Martinac | -             | From Croatia Records Studio ...tu u mojoj duši stanuješ... | Josipa Lisac                      | Croatia Records                 |
| 2020.  | Najbolja snimka        | Fedor Boić, Goran Martinac, Ante Gelo | Singl         | Sanjaj jedini                                              | Gabi Novak                        | Croatia Records                 |
| 2020.  | Najbolja snimka        | Goran Martinac | -             | Live at Lisinski                                           | Urban&4 i Zagrebačka filharmonija | Croatia Records / Cepelin media |
| 2021.  | Najbolja snimka albuma | Goran Martinac, Dejan Vozlić | -             | Tajna vještina - Glazba Zlatana Stipišića Gibonnija        | Matija Dedić                      | Croatia Records                 |
| 2021.  | Najbolja snimka albuma | Goran Martinac, Ivan Pešut, Vjekoslav Dimter                                                                                                 | -             | Sretan put                                                 | Mia Dimšić                        | Croatia Records                 |
| 2022.  | Najbolja snimka albuma | Goran Martinac, Damir Urban, Sandi Bratonja                                                                                                  | -             | Lipanj, srpanj, kolovoz                                    | Urban&4                           | Croatia Records                 |
| 2023.  | Najbolja snimka albuma | Majstor snimanja: Goran Martinac Majstor miksa: Goran Martinac                                                                               | -             | Live @ Arena                                               | Vanna                             | Croatia Records                 |
| 2023.  | Najbolja snimka albuma | Majstor snimanja: Goran Martinac Majstor miksa: Marijan Brkić, Goran Martinac                                                                | -             | Dovoljno je reći... Aki                                    | Parni valjak i prijatelji         | Croatia Records                 |
| 2024.  | Najbolja snimka albuma | Majstor snimanja: Goran Martinac Majstor miksa: Goran Martinac                                                                               | -             | Noćni taxi                                                 | Bobo Knežević                     | Croatia Records                 |
| 2024.  | Najbolja snimka albuma | Majstor snimanja: Goran Martinac, Mario Mavrin Majstor miksa: Goran Martinac                                                                 | -             | Family & Frineds                                           | Matija Dedić                      | Croatia Records / Cantus        |
| 2025.  | Najbolja snimka albuma | Majstor snimanja: Goran Martinac, Ivan Pešut Majstor miksa: Goran Martinac                                                                   | -             | Društvena pravila                                          | Mia Dimšić                        | Croatia Records                 |

#### Produkcije
2 Porina od 7 nominacija
| Godina | Kategorija                                 | Glazbeni producent            | Skladba      | Album                                                      | Izvođač                           | Nakladnik                       |
| ------ | ------------------------------------------ | ----------------------------- | ------------ | ---------------------------------------------------------- | --------------------------------- | ------------------------------- |
| 2016.  | Najbolja produkcija                        | Goran Martinac                |              | Megalomania                                                | Gatuzo                            | Croatia Records                 |
| 2019.  | Najbolja produkcija                        | Goran Martinac                |              | From Croatia Records Studio ...tu u mojoj duši stanuješ... | Josipa Lisac                      | Croatia Records                 |
| 2020.  | Najbolja produkcija                        | Ante Gelo, Goran Martinac     |              | Live at Lisinski                                           | Urban&4 i Zagrebačka filharmonija | Croatia Records / Cepelin media |
| 2021.  | Najbolja produkcija albuma klasične glazbe | Goran Martinac                |              | Guitarrismo                                                | Guitarrismo                       | Croatia Records                 |
| 2022.  | Producent godine                           | Goran Martinac                |              | Garden Live 2021                                           | Marko Kutlić                      | Croatia Records                 |
| 2022.  | Producent godine                           | Goran Martinac                |              | Pjesme o ljubavi i tijelu                                  | Zrinka Posavec                    | Croatia Records                 |
| 2022.  | Producent godine                           | Goran Martinac                |              | Rock 'n' roll se kući vratio                               | Osmi Putnik                       | Croatia Records                 |
| 2022.  | Producent godine                           | Goran Martinac                |              | Live at CMC                                                | Franka                            | Croatia Records                 |
| 2022.  | Producent godine                           | Goran Martinac                | Barbara      | Singl                                                      | The Splitters                     | Croatia Records                 |
| 2023.  | Producent godine                           | Goran Martinac, Goran Kovačić |              | Live @ Arena                                               | Vanna                             | Croatia Records                 |
| 2024.  | Producent godine                           | Goran Martinac                |              | Noćni taxi                                                 | Bobo Knežević                     | Croatia Records                 |
| 2024.  | Producent godine                           | Goran Martinac                | Role filmova | The Splitters                                              | Croatia Records                   |                                 |